# Łowiszów
Łowiszów – kolonia położona w Polsce, w województwie lubelskim, w powiecie włodawskim, w gminie Urszulin, będąca częścią wsi Wytyczno.
| SIMC    | Nazwa      | Rodzaj  |
| ------- | ---------- | ------- |
| 0109151 | Koło Młyna | kolonia |

W latach 1975–1998 miejscowość administracyjnie należała do województwa chełmskiego.